# Tekken Advance
Tekken Advance (鉄拳アドバンス, Tekken Adobansu) é um jogo de luta lançado para o Game Boy Advance. O jogo não é canônico ao enredo da história da série Tekken, e é fortemente baseado em Tekken 3.

## Jogabilidade
A jogabilidade de Tekken Advance é semelhante aos outros jogos da série, mas devido à sua natureza portátil, o jogo fica muito simplificado devido alguns elementos serem removidos. Ele utiliza um único sistema de entrada, com socos mapeado ao Um botão, kick para o botão B, e da esquerda e da direita aciona usado para codificação e lança, respectivamente. O jogo também incluiu side-step, um recurso que tornou o jogo de sensação em 3D como fizeram mais tarde no mesmo ano em Mortal Kombat: Deadly Alliance.
Apesar da simplificação, Tekken Advance introduz novos mecanismos, bem como os antigos, com a aplicação de uma vasta gama de "atordoamento" variações como "stuns pop", "crumple stuns" e à direita / esquerda.

## Personagens
- Ling Xiaoyu
- Yoshimitsu
- Julia Chang
- Nina Williams
- Lei Wulong
- Forest Law
- Gun Jack
- Hwoarang
- Heihachi Mishima
- Paul Phoenix
- King
- Jin Kazama

## Recepção
Tekken Advance tem recebido opiniões geralmente positivas. Ele recebeu uma nota de 8,5 de 10 da IGN e 8 de 10 da GameSpot, dizendo "parece e sente perto o suficiente para o seu homólogo de sucesso." A GameSpy deu-lhe um muito mais favorável com 88 pontos de 100 chamando-o um impressionante jogo para o Game Boy Advance. A Electronic Gaming Monthly deu-lhe uma pontuação medíocre com 5,83 de 10. A Nintendo Power deu-lhe 3,5 de 5.